# Eike Immel
Eike Immel (* 27. listopad 1960, Stadtallendorf) je bývalý německý fotbalista, brankář, který reprezentoval Západní Německo.
Jeho reprezentační kariéra nebyla bohatá na starty, zato na medaile ano. Zúčastnil se čtyř velkých turnajů, povětšinou jako náhradník, a ze všech přivezl medaili. Se západoněmeckou reprezentací vyhrál mistrovství Evropy 1980, získal dvě stříbra ze světových šampionátů (1982, 1986) a bronz z Eura 1988. Nastoupil však jen na posledně zmíněném turnaji, kde odchytal všechny čtyři zápasy reprezentace NSR. V národním týmu odehrál 19 utkání.
V sezóně 1988/89 se s VfB Stuttgart probojoval až do finále Poháru UEFA.
Se Stuttgartem se stal rovněž mistrem Německa (1991/92).
V německé Budenslize odchytal 534 zápasů, dalších 38 prvoligových startů si připsal v anglické Premier League, v dresu Manchesteru City. V historii Bundelisgy je v historické tabulce počtu startů na 7. místě.